# Mystères des profondeurs
 (janvier 2025).
Pour plus de détails, voir Fiche technique et Distribution.
Mystères des profondeurs est un court métrage documentaire américain en 1959 pour Walt Disney Productions et fait partie de la collection True-Life Adventures.

## Fiche technique
- Titre : Mystères des profondeurs
- Titre original : Mysteries of the Deep
- Scénario : Roy E. Disney
- Photographie : William A. Anderson, Dick Borden, Al Hanson, Stuart V. Jewell, Conrad Limbaugh, George MacGinitie, Nettie MacGinitie, Harry Pederson, Verne Pederson
- Montage : Grant K. Smith
- Technicien du son : Robert O. Cook
- Effets spéciaux : Eustace Lycett
- Effets d'animation : Art Riley, Joshua Meador
- Musique :
  - composition : Oliver Wallace
  - monteur musique : Evelyn Kennedy
- Directeur de production : Erwin L. Verity
- Producteur : Walt Disney, Ben Sharpsteen (associé)
- Société de production : Walt Disney Productions
- Durée : 24 min
- Date de sortie : 16 décembre 1959